# Philippe Doucet (homme politique)
Pour les articles homonymes, voir Philippe Doucet.
Philippe Doucet, né le 16 mai 1961 au Havre (Seine-Maritime), est un homme politique français, membre du bureau national du Parti socialiste et député de 2012 à 2017.

## Carrière politique
Engagé au parti socialiste en 1979, il commence sa carrière politique au Havre où il est conseiller municipal avant de s'installer en 1991 dans le Val-d'Oise à Cormeilles-en-Parisis. Il est élu conseiller général du canton de Cormeilles/Montigny entre 1998 et 2001, et conseiller municipal de Cormeilles-en-Parisis de 2001 à 2004, puis à Argenteuil en 2003.
En 2004, il est élu conseiller général du canton d'Argenteuil-Nord. Il ne se représente pas à ce poste en 2011. Son canton d'élection bascule à droite en 2011. De 2008 à 2011, il est vice-président du conseil général, chargé du logement.
En 2007, il est désigné par les militants socialistes d'Argenteuil pour être premier des socialistes lors de l'élection municipale de mars 2008, battant lors du scrutin interne l'autre conseiller général socialiste de la commune, Alain Leikine, et l'ancien candidat du PS pour la législative de juin 2007, Faouzi Lamdaoui, soutenu par la direction du parti socialiste. Ce vote militant, soutenu par la fédération socialiste du Val-d'Oise, est validé par la direction nationale du PS le 15 décembre 2007.
Aux élections municipales de 2008, Philippe Doucet emporte la mairie d'Argenteuil, battant le maire de droite sortant Georges Mothron . Il est battu de moins de 200 voix en 2014. Il siège à Argenteuil comme conseiller municipal d'opposition et reste à la tête de la communauté d'agglomération Argenteuil-Bezons, soutenu par les élus de gauche d'Argenteuil et de Bezons, majoritaires, et ce jusqu'à la dissolution de la communauté.
Partisan de Ségolène Royal lors du Congrès de Reims de 2008, il est secrétaire national du parti socialiste chargé du droit des consommateurs entre 2009 et 2012.
Il s'exprime en faveur d'une ouverture du parti socialiste en direction du centre.
Porte-parole  durant les primaires à gauche des présidentielles de 2017 il appelle à voter  pour Emmanuel Macron. Il se présente néanmoins sous l'étiquette du PS aux législatives des 11 et 18 juin 2017. Malgré la défection de cinq militants socialistes qui apportent leur soutien à Dominique Lesparre, maire PC de Bezons, il est quand même porté au second tour. Il est battu  par Fiona Lazaar de La République en Marche avec près de 59 % d'avance à Argenteuil et 66,40 % à Bezons, soit près de 4075 voix d'avance. Il redevient simple conseiller municipal d'opposition à la ville d'Argenteuil.
Il soutient la candidature de Stéphane Le Foll au poste de premier secrétaire du Parti socialiste pour le congrès du parti qui a lieu début 2018.
En 2025, il soutient la candidature de Nicolas Mayer-Rossignol au congrès de Nancy, plaidant pour une ligne claire sociale-démocrate assumée.

## Carrière professionnelle
Philippe Doucet est un cadre supérieur du secteur privé. Il a passé la majeure partie de sa carrière en entreprise, dans différents groupes, notamment Philips (Origin), Thales et ATT, où il a occupé des fonctions supérieures de management.

## Activité à l'Assemblée nationale
Philippe Doucet a été membre de la Commission des lois de l'Assemblée nationale.
Au sein du Groupe Socialiste, il était notamment chargé des questions de laïcité.
Dès 2012, Philippe Doucet est le président et rapporteur de la mission d'information sur le statut des élus locaux. Il formule des propositions pour ouvrir l'accès à la fonction d'élu local aux catégories sociales et professionnelles les moins bien représentées : jeunes actifs, salariés du privé notamment. Ce rapport débouche sur une proposition de loi dont il est le rapporteur et qui renforce les droits et les devoirs des élus locaux. Le texte prévoit notamment :
- Des sanctions pour les conseillers départementaux et régionaux absentéistes par une retenue sur leur indemnité, comme cela est le cas pour les députés[11].
- Une réforme de l'allocation différentielle de fin de mandat, passant de 6 à 12 mois mais dont le montant est désormais dégressif : cette allocation remplace l'allocation chômage des salariés du privé, que les élus ne peuvent pas toucher. Elle permet à certains élus locaux battus aux élections de se réinsérer sur le marché du travail, lorsqu'ils n'étaient pas auparavant fonctionnaires ou retraités[12]. « En 2008, à l’issue des élections municipales et cantonales, seules 134 allocations avaient été versées (à 117 élus municipaux, 16 siégeant à une intercommunalité et 1 vice-président de conseil général) » rappelait La Croix[13].

Cette dernière mesure fait l'objet d'une polémique, certains journaux accusant les parlementaires d'avoir adopté ce texte juste avant les élections départementales de 2015, de nombreux élus socialistes risquant de perdre leur poste. Or :
- Toutes les nouvelles dispositions de loi entreront en vigueur au 1er janvier 2016, et ne bénéficieront donc pas aux élus battus aux élections départementales et régionales de 2015[14].
- L'allocation différentielle de fin de mandat ne peut pas être demandée par les simples conseillers départementaux, régionaux, ou municipaux[13] : elle concerne uniquement les élus ayant des fonctions exécutives (présidents et vice-présidents des assemblées départementales et régionales, maires des communes de 1000 habitants au moins, adjoints des communes de 10 000 habitants au moins)[15].
- Par ailleurs, le texte était en discussion depuis 2012[16], et n'a donc pas fait l'objet d'une inscription particulière à l'ordre du jour pour être adopté avant un scrutin en particulier.

## Mandats
- De 1989 à 1995 : conseiller municipal du Havre
- De 2001 à 2003 : conseiller municipal de Cormeilles-en-Parisis
- De mars 2004 à mars 2011 : conseiller général du Val-d'Oise (canton d'Argenteuil-Nord)
- De 2008 à 2014 : maire d'Argenteuil (Val-d'Oise)
- De mars 2008 à décembre 2015 : président de la communauté d'agglomération Argenteuil-Bezons
- De mars 2008 à mars 2011 : 3e vice-président du conseil général du Val-d'Oise chargé du logement
- De juin 2012 à juin 2017 : député de la 5e circonscription du Val-d'Oise

## Affaires judiciaires
À la suite de deux plaintes déposées par son prédécesseur à la mairie d'Argenteuil à l'été 2014 pour des faits supposés de favoritisme, une enquête préliminaire est ouverte en janvier 2015 par le Parquet national financier (PNF) sur la gestion de Philippe Doucet entre 2008 et 2014.  
Ce dernier est accusé par Georges Mothron d'irrégularités dans la conduite des affaires de la ville. 
Philippe Doucet n'a pas été sollicité à l'époque par la justice. Une information judiciaire a été ouverte sur cette affaire par le pôle financier du tribunal de grande instance de Paris début février 2016.
Cette procédure s'inscrit dans un contexte local d'opposition forte entre Georges Mothron et Philippe Doucet, décrit notamment par un reportage de L'Express intitulé « Argenteuil : la guerre des maires ».
D'après Le Parisien, le juge Serge Tournaire chargé de l'enquête a demandé un réquisitoire supplétif afin d'élargir celle-ci à des éléments potentiellement constitutifs d'emplois fictifs au sein du cabinet de l'ancien maire d'Argenteuil.
Philippe Doucet est mis en examen le 7 janvier 2019 pour  « favoritisme » et « prise illégale d’intérêt ». Il reconnaît ces deux fautes pour un dépassement de seuil de marché public et pour aider un chargé de mission communication « qui traversait une passe difficile ». Il est jugé à partir du 27 septembre 2023 en correctionnelle à Paris. Le parquet requiert alors une peine de deux ans de prison avec sursis, 50 000 euros d'amende et 2 ans d'inéligibilité. Le 14 décembre 2023, il est reconnu coupable de « favoritisme » et « prise illégale d’intérêt » par le tribunal correctionnel de Paris qui le condamne à 8 mois de prison avec sursis, 20 000 euros d’amende et deux ans d’inéligibilité. Il est en revanche relaxé du délit de « détournement de fonds publics ». Philippe Doucet contestant les faits de favoritisme et de prise illégale d’intérêt qui lui sont reprochés décide de faire appel.
Fin décembre 2023, le parquet national financier ouvre une nouvelle enquête préliminaire pour détournement de fonds publics à propos de notes de restaurant réalisées entre 2010 et 2014 et dont une partie pourrait ne pas correspondre aux lignes budgétaires réglementaires.  En décembre 2024, il est condamné pour cette affaire à un an de prison avec sursis. Il est également condamné à deux ans d'inéligibilité, en confusion avec sa précédente peine, et à verser 45 000 euros de dommages et intérêts à la commune d'Argenteuil,. Pour autant il est blanchi de toute accusation d'enrichissement personnel. 

## Controverses
L'émission Envoyé spécial du 21 mai 2015 consacre un reportage aux relations de Philippe Doucet avec le communautarisme religieux.
Il est accusé par le nouveau maire, Georges Mothron (UMP), d'avoir accordé des locaux à la mosquée locale sans faire payer de loyer et sans budgétiser les travaux d'un montant de 400 000 €.

## Synthèse des résultats électoraux

### Élections législatives
| Année | Parti | Parti | Circonscription  | 1er tour | 1er tour | 1er tour | 2d tour | 2d tour | 2d tour | Issue |
| Année | Parti | Parti | Circonscription  | Voix     | %        | Rang     | Voix    | %       | Rang    | Issue |
| ----- | ----- | ----- | ---------------- | -------- | -------- | -------- | ------- | ------- | ------- | ----- |
| 2012  |       | PS    | 5e du Val-d'Oise | 12 929   | 38,23    | 1er      | 19 441  | 59,27   | 1er     | Élu   |
| 2017  | 4 514 | PS    | 5e du Val-d'Oise | 16,95    | 2e       | 8 447    | 40,28   | 2e      | Battu   |       |

### Élections municipales
Les résultats ci-dessous concernent uniquement les élections où il est tête de liste.
| Année | Liste  | Liste | Commune    | 1er tour | 1er tour | 1er tour | 2d tour | 2d tour | 2d tour | Sièges obtenus |
| Année | Liste  | Liste | Commune    | Voix     | %        | Rang     | Voix    | %       | Rang    | Sièges obtenus |
| ----- | ------ | ----- | ---------- | -------- | -------- | -------- | ------- | ------- | ------- | -------------- |
| 2008  |        | PS    | Argenteuil | 9 480    | 35,17    | 2e       | 14 672  | 50,56   | 1er     | 40 / 53        |
| 2014  | 11 191 | PS    | Argenteuil | 41,77    | 2e       | 14 689   | 49,69   | 2e      | 13 / 55 |                |
| 2020  | 4 949  | PS    | Argenteuil | 29,79    | 2e       | 7 096    | 39,76   | 2e      | 11 / 55 |                |